# 离枝竹属
离枝竹属（学名：Apoclada）是禾本科的一属。

## 下属物种
本属包括以下物种：
- Apoclada simplex McClure & L.B.Sm.